# River Thame
Der River Thame ist ein Fluss in England. Der Thame entspringt südlich von Cheddington in Buckinghamshire. Er fließt nach seiner Entstehung in westlicher Richtung für ein kurzes Stück durch Hertfordshire und dann erneut durch Buckinghamshire, wo er im Norden von Aylesbury verläuft. Westlich von Aylesbury wendet er sich in eine mehr südwestliche Richtung. Vom nördlichen Rand von Thame bis östlich von Waterperry bildet er die Grenze von Buckinghamshire und Oxfordshire. Kurz vor seiner Mündung in die Themse fließt er im Osten von Dorchester.